# Албания на Олимпийских играх
Албания принимала участие в девяти летних Олимпийских играх. Страна дебютировала на Олимпийских играх в 1972 году на Играх в Мюнхене. Затем албанские спортсмены пропустили четыре олимпийских цикла, вернувшись в олимпийскую семью только в 1992 году на Играх в Барселоне. Начиная с 1992 года, спортсмены Албании непрерывно участвуют во всех летних Играх. Страну на летних Играх представляли спортсмены, принимавшие участие в соревнованиях по борьбе, велоспорту, дзюдо, лёгкой атлетике, плаванию, спортивной гимнастике, стрельбе и тяжёлой атлетике. Наиболее крупную делегацию Албания направляла на Игры в Пекин и Лондон (по 11 человек).
В зимних Олимпийских играх Албания участвует с 2006 года. На первых двух зимних Олимпиадах страну представлял один спортсмен — горнолыжник Эрён Тола, а в Сочи и в Пхёнчхане вместе с ним выступала Суэла Мехили.
За всё время участия в Олимпийских играх спортсмены Албании завоевали 2 бронзовые олимпийские медали. Обе медали завоёваны на Летних Олимпийских играх 2024 года в Париже в соревнованиях по вольной борьбе. Эти медали принесли Албании бывшие российские спортсмены — осетин Чермен Валиев и чеченец Ислам Дудаев. Ранее наилучший результат среди албанских олимпийцев показал тяжелоатлет Илиржан Сули, занявший пятое место в 2000 году. Данный результат смогли повторить Ромела Бегай и Брикен Цалья в 2008 и 2016 годах соответственно.
Национальный Олимпийский комитет Албании был создан в 1958 году, признан МОК в 1959 году.

## Таблица медалей
| Игры                | Спортсменов          | Золото               | Серебро              | Бронза               | Всего                | Место                |
| ------------------- | -------------------- | -------------------- | -------------------- | -------------------- | -------------------- | -------------------- |
| 1972 Мюнхен         | 5                    | 0                    | 0                    | 0                    | 0                    | —                    |
| 1976—1988           | не принимала участие | не принимала участие | не принимала участие | не принимала участие | не принимала участие | не принимала участие |
| 1992 Барселона      | 7                    | 0                    | 0                    | 0                    | 0                    | —                    |
| 1996 Атланта        | 7                    | 0                    | 0                    | 0                    | 0                    | —                    |
| 2000 Сидней         | 4                    | 0                    | 0                    | 0                    | 0                    | —                    |
| 2004 Афины          | 7                    | 0                    | 0                    | 0                    | 0                    | —                    |
| 2008 Пекин          | 11                   | 0                    | 0                    | 0                    | 0                    | —                    |
| 2012 Лондон         | 11                   | 0                    | 0                    | 0                    | 0                    | —                    |
| 2016 Рио-де-Жанейро | 6                    | 0                    | 0                    | 0                    | 0                    | —                    |
| 2020 Токио          | 9                    | 0                    | 0                    | 0                    | 0                    | —                    |
| 2024 Париж          | 8                    | 0                    | 0                    | 2                    | 2                    | —                    |
| Итого               | Итого                | 0                    | 0                    | 2                    | 2                    |                      |

| Игры          | Спортсменов | Золото | Серебро | Бронза | Всего | Место |
| ------------- | ----------- | ------ | ------- | ------ | ----- | ----- |
| 2006 Турин    | 1           | 0      | 0       | 0      | 0     | –     |
| 2010 Ванкувер | 1           | 0      | 0       | 0      | 0     | –     |
| 2014 Сочи     | 2           | 0      | 0       | 0      | 0     | –     |
| 2018 Пхёнчхан | 2           | 0      | 0       | 0      | 0     | –     |
| 2022 Пекин    | 1           | 0      | 0       | 0      | 0     | —     |
| Итого         | Итого       | 0      | 0       | 0      | 0     |       |